# Edgar Alain Mébé Ngo'o
 (mai 2025).
Edgar Alain Mébé Ngo'o, né le 22 janvier 1957 à Sangmélima dans la région du Sud dans le département du Dja-et-Lobo, dans la région du Sud, est un homme politique camerounais, proche de Paul Biya. Il a été préfet, directeur du cabinet civil de la présidence de la République, délégué général à la Sûreté nationale, ministre délégué à la présidence de la République, chargé de la Défense (2009-2015), puis ministre des Transports d'octobre 2015 à mars 2018.

## Biographie

### Études
Après sa licence en sciences économiques à l'université de Yaoundé en 1982, il entre à l'École nationale d'administration et de magistrature (ENAM) et sort administrateur civil en 1985.

### Carrière politique
À sa sortie de l'ENAM, il commence aussitôt une longue carrière administrative.
- De 1985 à 1988[4], il occupe les fonctions de conseiller aux affaires économique auprès du gouverneur de la province l'Est;
- En 1988[4], il est nommé sécrétaire général de la province du Nord ;
- De 1991 à 1995, il est préfet de l'Océan à Kribi ;
- De 1995 à 1996[4], préfet de la Mefou et Afamba à Mfou ;
- De 1996 à 1997[4], préfet du Mfoundi à Yaoundé ;
- En 1997[4], Mebe Ngo'o est nommé directeur du cabinet civil de la Présidence de la République du Cameroun, il va y passer sept ans.
- En 2004, il est nommé délégué général à la sûreté nationale.
- En juin 2009, il est nommé au poste de ministre délégué à la présidence de la défense.

Le 12 mars 2019, son domicile est perquisitionné par la police et il est arrêté et attend maintenant d'être jugé par le tribunal pénal spécial. Il est incarcéré à la prison centrale de Kondengui.
En janvier 2023, il est condamné par le Tribunal criminel spécial à trente ans de détention pour détournement de deniers publics, corruption, prise d'intérêt et blanchiment de capitaux. Les détournements sont estimés à 23 milliards de FCFA. Sa femme Bernadette est aussi condamnée à dix ans de prison,.